# 709 (numero)
Settecentonove (709) è il numero naturale dopo il 708 e prima del 710.
709 è anche un riferimento all'album dell'artista musicale italiano Caparezza chiamato Prisoner 709

## Proprietà matematiche
- È un numero dispari.
- È un numero difettivo.
- È un numero primo.
- È un numero omirp.
- È un numero felice.
- È un numero congruente.
- È parte delle terne pitagoriche (259, 660, 709), (709, 251340, 251341).
- È un numero palindromo nel sistema di numerazione posizionale a base 11 (595).

## Astronomia
- 709 Fringilla è un asteroide della fascia principale del sistema solare.
- NGC 709 è una galassia lenticolare della costellazione di Andromeda.

## Astronautica
- Cosmos 709 è un satellite artificiale russo.